# Koenigsegg Gemera
La Koenigsegg Gemera est une voiture de sport hybride produite à 300 exemplaires par le constructeur automobile suédois Koenigsegg dévoilée en mars 2020.

## Présentation
La supercar Koenigsegg Gemera devait être présentée au salon international de l'automobile de Genève 2020 mais celui-ci a été annulé à cause de l'épidémie de coronavirus COVID-19. Elle est dévoilée sur le web le 3 mars 2020.
La Gemera est une voiture de sport de luxe à quatre places, dont les grandes portes à ouverture en élytre permettent d’accéder à l'arrière sans déplacer les sièges avant. 300 exemplaires sont produits à Ängelholm en Suède à partir de 2020[réf. nécessaire].

## Caractéristiques techniques
Le châssis monocoque et la carrosserie sont en fibre de carbone et permettent de limiter le poids de la Gemera à 1 850 kg. Les roues arrière sont directrices et les échappements Akrapovic sont placés de chaque côté de la vitre de custode arrière.

### Motorisation
La Koenigsegg Gemera est motorisée par quatre moteurs : un thermique et trois électriques.
Le moteur thermique trois cylindres essence sans arbre à cames (dit « Freevalve ») de 1 988 cm3 est placé en position centrale arrière et entraîne les roues avant (traction). Baptisé Tiny Friendly Giant (TFG) par le constructeur, il développe 600 ch et 600 Nm de couple. Le trois-cylindres est flex-fuel et peut fonctionner au sans-plomb, au superéthanol et aussi au méthanol.
Le second moteur est un électromoteur de 400 ch et 500 Nm placé sur le vilebrequin du moteur thermique. Les deux autres moteurs électriques de chacun 500 ch et 1 000 N m de couple sont positionnés sur l'essieu avant (un par roue) et permettent d'obtenir une transmission intégrale.
L'ensemble motopropulseur fournit une puissance combinée de 1 700 ch pour un couple de 3 500 Nm.
Il existe aussi une version avec un moteur V8 de 5l Bi-turbo, (Jesko) de 1500ch et 1500nm, 1 E-motor nommé "Dark Matter" de 800ch et 1250nm (avant).
L’ensemble fait 2300ch, abat le 0-100 km/h en 1.9s et atteint 402km/h en vitesse maximale.

### Batterie
La supercar hybride bénéficie d'une batterie lithium-ion d'une capacité de 16,6 kWh fonctionnant sous une tension de 800 volts, lui autorisant une autonomie de 50 km en tout électrique et ce jusqu'à 340 km/h.